# Động đất và siêu sóng thần vịnh Lituya 1958

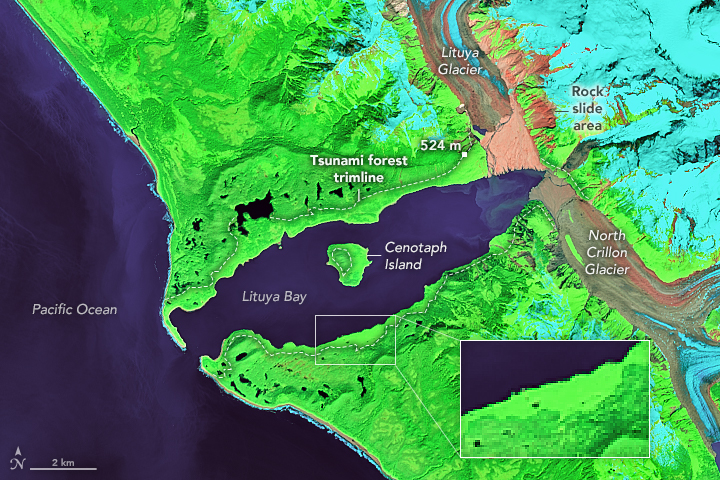
Hình ảnh màu giả của Vịnh Lituya chụp từ Landsat 8, năm 2020. Đường viền bị hư hại vẫn còn in dấu trong rừng. Các khu vực màu xanh lá cây nhạt hơn dọc theo bờ biển cho biết những nơi có rừng trẻ hơn các khu vực rừng cây già hơn (khu vực tối hơn) không bị ảnh hưởng bởi trận siêu sóng thần.

Vào đêm 9 tháng 7 năm 1958, trận động đất mạnh 8,3 độ Richter đã xảy ra dọc theo khe đứt gãy Fairweather, làm đổ sập 40 triệu mét khối đất đá ở độ cao 914m xuống vùng biển Gilbert Inlet. Tác động đã được nghe thấy cách đó 50 km, và sự dịch chuyển đột ngột của nước dẫn đến siêu sóng thần cuốn trôi cây cối ở độ cao tối đa là 524 mét ở lối vào vùng biển Gilbert.
Chấn động này gây ra một cột sóng thần 30m, sau đó di chuyển và thu hút thêm năng lượng đạt đến chiều cao không tưởng 524m. Đây là sóng thần cao kỷ lục của thế giới.